# Birger Jansson
Johan Birger Jansson, född 14 december 1871 i Onsala socken, död 23 oktober 1957 i Göteborg, var en svensk företagare och kommunalpolitiker.
Birger Jansson var son till sjömannen Magnus Jansson. Efter skolgång och lärlingstid i detaljaffär blev han handelsbiträde i Göteborg 1888 och öppnade egen speceriaffär där 1901. Jansson var bland annat ordförande i Göteborgs speceriminuthandlareförening 1913–1940 och vice ordförande i Sveriges köpmannaförbund 1926–1942. Från ungdomen religiös av schartauansk riktning kom han att spela en betydande roll i Göteborgs kyrkliga liv. Han blev bland annat ledamot av kyrkofullmäktige 1914 och dess ordförande från 1923, samt var styrelseledamot i Göteborgs bibelsällskap. Jansson var lekmannaombud vid kyrkomötena 1915–1941. Han gjorde även en betydande insats som medlem av Göteborgs stadsfullmäktige 1907–1938, av drätselkammaren, stadskollegiet, fattigvårdsstyrelsen, handels- och sjöfartsnämnden och var därtill Göteborgs stads representant i flera institutioner som Göteborg stadshypoteksförening, stadens och länets bostadskreditförening med flera. Dessutom var han ledamot av Göteborgs handelskammare 1918–1945, av stadshypoteksföreningens förtroenderåd och av styrelserna för ett flertal försäkringsbolag. Birger Jansson är begravd på Västra kyrkogården i Göteborg.